# Neštěmice (przystanek kolejowy)
Neštěmice – przystanek kolejowy w Uściu nad Łabą, w kraju usteckim, w Czechach. Znajduje się na wysokości 145 m n.p.m. Położony jest w dzielnicy Neštěmice, równolegle do drogi krajowej nr 62.
Jest zarządzany przez Správę železnic. Na przystanku nie ma możliwości zakupu biletów, a obsługa podróżnych odbywa się w pociągu.

## Linie kolejowe
- 090 Kralupy nad Vltavou - Ústí nad Labem - Děčín